# U 978
U 978 war ein von der deutschen Kriegsmarine im Zweiten Weltkrieg im Nordatlantik eingesetztes U-Boot vom Typ VII C. Das Boot absolvierte zwei Unternehmungen, in deren Verlauf ein gegnerisches Handelsschiff versenkt wurde. Kommandant Pulst kapitulierte mit U 978 einen Tag nach der Bedingungslosen Kapitulation der Wehrmacht in Trondheim gegenüber den britischen Streitkräften.

## Bau und technische Daten
U 978 gehörte zu einem Bauauftrag, der Anfang Juni 1941 an die Hamburger Werft Blohm & Voss erging und insgesamt 24 U-Boote vom Typ VII C umfasste. Ein solches Boot hatte eine Länge von 66,5 m und verdrängte 760 t Wasser. Es machte über Wasser, angetrieben durch die beiden 3000 PS starken Dieselmotoren, bis zu 17 kn Fahrt und hatte eine maximale Reichweite von 9500 Seemeilen. Unter Wasser gewährleisteten zwei Elektromotoren eine Geschwindigkeit von 7,6 kn. Das Boot war zusätzlich mit einem Schnorchel ausgestattet. Die Bewaffnung der VII-C-Boote bestand bis 1944 aus einer 8,8-cm-Kanone und einer 2,0-cm-Flak an Deck sowie vier Bugtorpedorohren und einem Hecktorpedorohr. Wie die meisten deutschen U-Boote seiner Zeit trug auch U 978 ein bootsspezifisches Zeichen am Turm, das auch von der Besatzung an den Uniformmützen und Schiffchen getragen wurde. Es handelte sich um die Darstellung eines zwitschernden Spatzen, da die Mannschaft mitbekommen hatte, dass Kommandant Pulst von seiner Ehefrau mit einem entsprechenden Kosenamen angesprochen wurde.

## Einsätze
Nach seiner Indienststellung durch Oberleutnant zur See Günther Pulst fuhr U 978 über ein Jahr als Ausbildungsboot bei der 5. U-Flottille, die in Kiel stationiert war. Kommandant Pulst unternahm in dieser Zeit Ausbildungsfahrten in der Ostsee zum Training der Besatzung und zum Einfahren des Bootes. Im August 1944 wurde das U-Boot der 3. U-Flottille zugeteilt, die in La Rochelle an der nordfranzösischen Atlantikküste stationiert war. Am 22. August 1944 lief das U-Boot von Kiel aus und erreichte zwei Tage später den Hafen von Horten in Norwegen. Von hier aus fuhr das Boot nach Flekkefjord, dann nach Egersund und schließlich nach Bergen. Von Bergen aus lief das Boot am 9. Oktober in Richtung Nordfrankreich aus, um in der Biskaya und im Ärmelkanal zu patrouillieren. Pulst entschloss sich, die alliierten Versorgungslinien anzugreifen, die Nachschub in der Baie de Seine anlandeten. Er griff zwischen dem 19. und dem 23. November mehrmals gegnerische Schiffe an. Schließlich versenkte er nahe Cherbourg-en-Cotentin am 23. November das US-amerikanische Handelsschiff William D. Burnham mit 7175 BRT. Pulst meldete allerdings, auf dieser Unternehmung noch zwei weitere Schiffe ähnlicher Größe versenkt zu haben – diese Angaben konnten jedoch nicht bestätigt werden. Das Boot lief am 12. Dezember wieder in Bergen ein. Nach Durchsicht seines Kriegstagebuchs bewertete der Befehlshaber der U-Boote und Oberbefehlshaber der Kriegsmarine Karl Dönitz das Verhalten des Kommandanten bei dieser Unternehmung als „erfreulich“ und bescheinigte ihm „Angriffs- und Vernichtungswillen“. Obwohl Pulst tatsächlich nur ein Schiff versenkt hatte, wurden ihm für diese Unternehmung drei Versenkungen mit insgesamt 22.000 BRT anerkannt, darunter ein Liberty-Frachter. Am 18. Dezember erhielt Pulst das Eiserne Kreuz 1. Klasse und nur drei Tage später das Ritterkreuz des Eisernen Kreuzes, obwohl sowohl sein bestätigtes als auch sein anerkanntes Versenkungsergebnis zu diesem Zeitpunkt weit unter den inoffiziellen Verleihkriterien für diese Auszeichnung lagen. Von Bergen aus lief Pulst mit U 978 am 25. Februar 1945 zu einer weiteren Unternehmung aus. Das Boot patrouillierte unter anderem nördlich der schottischen Küste. Anfang April meldete Pulst westlich der Orkneys einen Dampfer versenkt und einen Flugzeugträger der Illustrious-Klasse erfolgreich torpediert zu haben. Beide Meldungen konnten nicht verifiziert werden. Das Boot lief am 20. April in Trondheim ein.

## Ende des Bootes

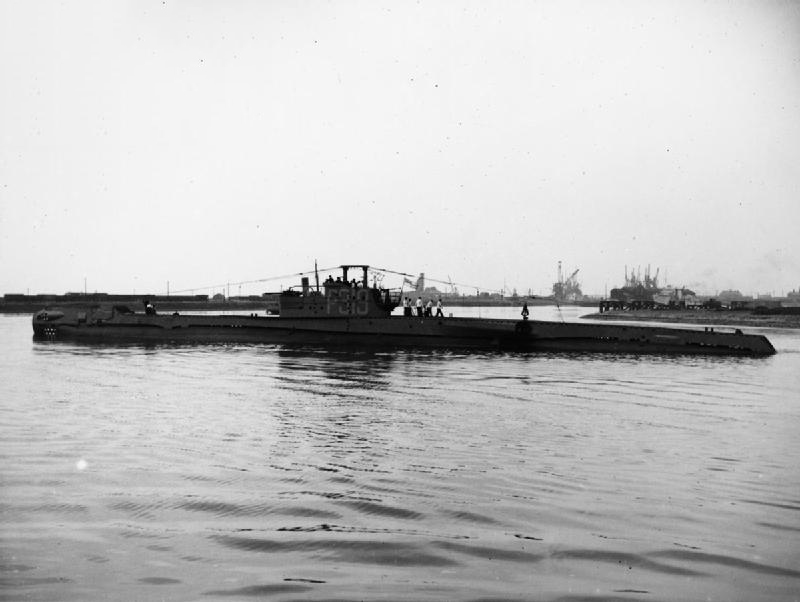
Das britische U-Boot Tantivy versenkte U 978

Kommandant Pulst kapitulierte am 9. Mai 1945 in Trondheim gegenüber den britischen Streitkräften. Diese verbrachten das Boot Ende des Monats nach Loch Ryan. U 978 wurde am 11. Dezember bei einem Übungsschießen im Rahmen der Operation Deadlight durch das britische U-Boot Tantivy mit einem Torpedo versenkt.